# Теория привязанности
Тео́рия привя́занности — это психологическая модель, которая описывает  чувство близости, основанное на глубокой симпатии, влюблённости, преданности кому-либо или чему-либо. Подразумевает динамику долгосрочных  межличностных отношений. 
Однако "теория привязанности" не сформулирована как общая теория отношений. Она затрагивает только их определённую грань: как люди реагируют на боль в отношениях, например, при опасности, грозящей близким, или при разлуке с ними. По сути, привязанность зависит от способности человека развивать базовое доверие к себе и значимым другим. У новорождённых привязанность, как мотивационно-поведенческая система направляет ребёнка к поиску близости со значимым взрослым. Когда ребенок встревожен, он ожидает, что получит защиту и эмоциональную поддержку.
Джон Боулби считал, что склонность младенцев приматов развивать привязанность к значимым взрослым была результатом эволюции, поскольку поведение привязанности облегчит для ребёнка процесс выживания перед лицом таких опасностей, как хищничество.
Важнейшим принципом теории привязанности является то, что для успешного социально-эмоционального развития, и в частности для того, чтобы научиться эффективно регулировать свои чувства, ребёнок должен развивать отношения, как минимум, с одним значимым взрослым. Отцы и другие взрослые могут с равной вероятностью стать главными фигурами, если они обеспечат основную часть ухода за ребёнком и предоставят ему достаточный опыт социальных связей. В присутствии чуткого и отзывчивого взрослого ребёнок будет использовать его в качестве «надёжной базы» для исследования мира межличностных отношений. Следует признать, что «даже очень чувствительные значимые взрослые понимают сигналы ребёнка только около 50 процентов времени. Их коммуникация либо не синхронизирована, либо вообще не совпадает. Бывают разные случаи, когда родители устали или отвлеклись. В доме звонит телефон или нужно завтрак готовить. Иными словами, процесс взаимодействия нарушается довольно часто. Но взрослому всегда следует помнить, что эти сложности преодолимы и их всегда можно исправить».
Привязанность между детьми и их значимыми взрослыми формируется, даже если этот значимый взрослый не является внимательным и отзывчивым при социальных взаимодействиях. Это имеет важные последствия. Новорождённые не имеют возможности покинуть непредсказуемые или холодные взаимоотношения. Вместо этого они вынуждены подстраиваться под такие отношения. Исследования возрастного психолога Мэри Эйнсворт (на основе ее проекта протокола «Незнакомой ситуации») в 1960-е и в 1970-е годы обнаружили, что у детей будут различные паттерны привязанности, в первую очередь, в зависимости от того, каким был ранний опыт взаимодействия со значимым взрослым. Ранние паттерны привязанности формируют — но ни в коем случае не определяют — ожидания индивидуума в последующих взаимоотношениях. В результате были выявлены четыре разных типа привязанности: надёжный, избегающий, тревожно-амбивалентный и дезорганизующий.
Теория привязанности стала господствующей теорией, используемой сегодня при изучении как области детского психического здоровья, лечения детей, так и смежных областей. Также данная теория используется и при изучении поведения младенцев и малышей.

## Типы привязанности
Надёжная привязанность — это такой тип привязанности, при которой дети чувствуют, что они могут положиться на значимых взрослых по удовлетворению их потребностей в близости, эмоциональной поддержке и защите. Данный стиль привязанности считается самым здоровым и эффективным. Страх сепарации — это то, что младенцы чувствуют, когда они изолированы от своих значимых взрослых.
Тревожно-амбивалентная привязанность — это тот тип привязанности, при котором младенец чувствует угрозу сепарации, когда отделяется от значимого взрослого, однако когда воспитатель возвращается к младенцу, он не чувствует себя спокойным и в безопасности.
Избегающий тип — это такой тип привязанности, когда ребёнок, соответственно, избегает родителей.
Дезорганизующий тип образуется в том случае, когда присутствует нехватка самого конструкта поведения привязанности.

## Привязанность младенца
В рамках теории привязанности, термин «привязанность» означает «биологический инстинкт, в котором ребёнок начинает искать близости к значимому взрослому, когда чувствует угрозу или дискомфорт. Поведение на основе привязанности ожидает ответ от значимого взрослого, который в силах снять эту угрозу или дискомфорт». Такие связи могут быть реципрокными между двумя взрослыми, однако между ребёнком и значимым взрослым эти связи базируются на потребности ребёнка в безопасности, надёжности и защите. Эти потребности имеют первостепенное значение в младенчестве и детстве. Джон Боулби отмечает, что организмы на разных уровнях филогенетического развития регулируют инстинктивное поведение разными способами, начиная от примитивных рефлексоподобных фиксированных паттернов и заканчивая комплексным планом иерархии целей, мотив и сильной способности к обучению. В самых сложных организмах, инстинктивное поведение может подвергаться коррекции с помощью целеполагания с постоянными регулировками в реальном времени (Как, например, хищная птица, корректирует свой полёт в зависимости от движения добычи). Понятие кибернетически контролируемых иерархически организованных поведенческих систем, (Миллер, Галантер, и Прибрам, 1960), таким образом, пришло на смену концепции Фрейда о влечениях и инстинктах. Такие системы регулируют поведение способами, которые не должны быть строго врожденными, но — в зависимости от организма — могут адаптироваться в большей или меньшей степени к изменениям окружающей среды, при условии, что они не слишком сильно отклоняются от эволюционной приспособленности самого организма. Такие гибкие организмы платят определенную цену, поскольку адаптивные поведенческие системы могут быть с легкостью свергнуты. По мнению Боулби, для человека, среда эволюционной адаптированности, вероятно, походит на общество охотников-собирателей, целью которых является выживание, и, в конечном счете, генетическая репликация. Теория привязанности — это не исчерпывающее описание человеческих отношений, также она не является синонимом любви и ласки, хотя эти отношения могут указывать, что узы существуют.
Некоторые младенцы делегируют отношения привязанности (ищут близости) к более чем одному значимому взрослому в то же время, что и начинают проявлять дискриминацию между воспитателями; большинство поступают так на втором году жизни. Фигуры значимых взрослых расположены иерархически, и сверху расположена основная. Главной целью поведенческой системы привязанности является поддержание значимого взрослого в доступности. «Угроза» — это термин, используемый для активации поведенческой системы привязанности, вызванной страхом опасности. «Тревожность» — предчувствие или страх быть отрезанным от значимого взрослого. Если он недоступен или не реагирует в ответ, возникает переживание горя сепарации. У младенцев физическое разделение может вызвать тревогу и гнев, сопровождающийся грустью и отчаянием. К наступлению трёх или четырёх лет физическое разделение уже не является таким опасным для связи ребёнка со значимым взрослым. Угрозы безопасности для старших детей и взрослых возникает от длительного отсутствия, серьезных нарушений в коммуникации, эмоциональной недоступности, или признаков отвержения или оставления.

### Поведение
Поведенческая система привязанности служит для достижения и сохранения близости к значимому взрослому. Поведение предпривязанности появляется в первые шесть месяцев жизни. В первую фазу (первые восемь недель), младенцы улыбаются, лепечут и плачут, чтобы привлечь внимание потенциальных близких взрослых. Хотя младенцы этого возраста учатся различать этих взрослых, такое поведение направленно на всех в непосредственной близости. Во время второй фазы (от двух до шести месяцев), младенец учится все более различать знакомых и незнакомых взрослых, становится более отзывчивым к значимому взрослому; преследование добавляется в диапазон поведения. Устойчивая же привязанность развивается на третьем этапе, в возрасте от шести месяцев до двух лет. У младенца реакция на близкого взрослого становится организованной на целенаправленной основе, для того чтобы достичь условий, которые помогают ему чувствовать себя в безопасности. К концу первого года жизни ребёнок способен отображать спектр поведения привязанности, предназначенный для поддержания близости. Это проявляется как протест уходу близкого взрослого, радость при его возвращении, также ребёнок будет цепляться при испуге, и следовать за взрослым при любой возможности. С развитием локомоции ребёнок начинает использовать значимых взрослых в качестве «надёжной базы» для исследования мира. Разведка максимально разворачивается, когда система привязанности ребёнка расслаблена, и есть полная свобода. Если значимый взрослый недоступен или не отвечает, поведение привязанности проявляется сильнее. Беспокойство, страх, болезнь и усталость заставят ребёнка усилить поведение привязанности.
После второго года, поскольку ребёнок начинает видеть значимого взрослого как самостоятельную личность, формируется более сложный тип партнерства. Дети начинают замечать чужие цели и чувства и планировать свои действия в соответствии с ними. Например, в то время как младенцы плачут из-за боли, двухлетние дети плачут, чтобы позвать значимого взрослого, и если это не получается, плачут громче, кричат или следуют за ним.

### Принципы
Обычно, поведение и эмоции привязанности, наблюдаемые у большинства социальных приматов, включая людей, являются адаптивными. Долгая эволюция этих видов включала в себя набор социального поведения, которые делала индивидуальное или групповое выживание более вероятным. Часто наблюдающееся поведение привязанности у малышей, остававшихся возле знакомых людей, имело бы преимущества безопасности в условиях начальной адаптации, и имеет аналогичные преимущества сегодня. Боулби считал, что окружающая среда ранней адаптации напоминает современную среду общества охотников-собирателей. Имеется неоспоримое преимущество для выживания, которое проявляется в способности улавливать потенциально опасные состояния, такие как чужеродность, одиночество или быстрое приближение. Согласно Боулби, поиск близости с значимым взрослым в условиях угрозы — это базовая цель поведенческой системы привязанности.
Боулби изначально выделил сензитивный период, в течение которого привязанности формируются от шести месяцев до двух-трех лет, впоследствии эти цифры были изменены более поздними исследователями. Эти исследователи показали, что действительно существует сензитивный период, в течение которого привязанности будут формироваться, если возможно, но сами временные рамки шире, а эффект менее стойкий и необратимый, чем первоначально предложил Боулби. При дальнейших исследованиях авторы, обсуждая теорию привязанности, пришли к выводу, что социальное развитие зависит как от ранних, так и от поздних взаимоотношений. Первые шаги в формировании привязанности пройдут легче, если ребёнок имеет одного значимого взрослого или случайную заботу небольшого числа других людей. Согласно Боулби, многие дети имеют больше, чем одного значимого взрослого, на которого они направляют поведение привязанности. Эти фигуры не равны; имеет место сильное смещение: так, чтобы поведение привязанности было направлено преимущественно к одному конкретному человеку. Боулби использовал термин «монотропия», чтобы описать этот сдвиг. Исследователи и теоретики уже отказались от этой концепции, поскольку это может означать, что отношения с близким взрослым качественно отличается от отношений с другими людьми. Скорее всего, современное мышление постулирует определённую иерархию отношений.
Ранние переживания со значимыми взрослыми постепенно образуют систему мыслей, воспоминаний, убеждений, ожиданий, эмоций и поведения, по отношению к себе и другим. Эта система, называемая «внутренней рабочей моделью социальных взаимодействий», продолжает развиваться со временем и опытом. Внутренние модели регулируют, интерпретируют и прогнозируют поведение, связанное с привязанностью внутри себя и со значимым взрослым. В то время как они развиваются в соответствии с изменениями в среде, они наделяются способностью отражать и сообщать о прошлых и будущих взаимоотношениях привязанности. Они позволяют ребёнку вести новые типы социальных взаимодействий; зная, например, что младенца надо лечить иначе, чем ребёнка более старшего возраста, или, что взаимодействие с педагогами и родителями имеет схожие черты. Эта внутренняя рабочая модель продолжает развиваться до зрелого возраста, помогает справиться с дружбой, браком и родительством, каждые из которых включают в себя различные чувства и модели поведения. Развитие отношений привязанности — это транзакционный процесс. Специфическое поведение привязанности начинается с предсказуемого, видимо, врожденного, поведения в младенчестве. Оно меняется с возрастом при помощи способов, которые определяются частично опытом и частично ситуационными факторами. Поведение привязанности с возрастом меняется, это происходит в процессе формирования взаимоотношений. Детское поведение при воссоединении со значимым взрослым определяется не только тем, как тот обращался с ребёнком раньше, но и историей влияния самого ребёнка на значимого взрослого.

## Классификация привязанностей у детей: процедура «Незнакомой ситуации»
Наиболее распространенным и эмпирически подтвержденным методом оценки привязанности у младенцев (от 12 месяцев до 20 месяцев) является процедура «Незнакомой ситуации», разработанная Мэри Эйнсворт в результате ее тщательного и глубокого наблюдения за младенцами и их матерями в Уганде (см. ниже). Процедура «Незнакомой ситуации» — это исследование, которое не является диагностическим инструментом, то есть полученная классификация привязанностей не равняется «клиническому диагнозу». Несмотря на то что процедура может быть использована для уточнения клинического диагноза; полученные результаты не следует путать с «реактивным расстройством привязанности детского возраста». Клиническая концепция этого расстройства имеет ряд принципиальных отличий от теории и научных исследований привязанности, основанных на методе процедуры «Незнакомой ситуации». Мысль о том, что привязанности небезопасного типа сходны с данным расстройством является, по сути, неточной, и приводит к двусмысленности при формальных обсуждениях теории привязанности и ее развитии в научной литературе. Это вовсе не умаляет вклада концепции реактивного расстройства привязанности детского возраста, а скорее говорит о том, что клинические и научные представления о небезопасном типе привязанности и «реактивным расстройством привязанности детского возраста» не являются синонимичными.
«Незнакомая ситуация» — это лабораторная процедура, используемая для оценки паттернов поведения младенческой привязанности к значимому взрослому. На время процедуры мать и ребёнка помещают в незнакомую игровую комнату с игрушками, при этом исследователь наблюдает/фиксирует этапы прохождения через одностороннее зеркало. Процедура состоит из восьми последовательных этапов, в которых ребёнок испытывает как отделение и воссоединение с матерью, так и присутствие незнакомого человека. Протокол ведется в следующем формате, если конкретным исследователем не введено никаких иных изменений:
- Эпизод 1: мама (или другой значимый взрослый), ребёнок, экспериментатор (30 секунд)
- Эпизод 2: мать, ребёнок (3 мин.)
- Эпизод 3: мать, ребёнок, незнакомец (3 мин. или меньше)
- Эпизод 4: незнакомец, ребёнок (3 мин.)
- Эпизод 5: мать, ребёнок (3 мин.)
- Эпизод 6: ребёнок один (3 мин. или меньше)
- Эпизод 7: незнакомец, ребёнок (3 минуты или меньше)
- Эпизод 8: мать, ребёнок (3 мин.)

В основном на основе поведения ребёнка при воссоединении (хотя остальные паттерны поведения также учитываются) в парадигме «Незнакомой ситуации» (Эйнсворт и др., 1978; см. ниже), младенцев можно разделить на три «организованные» типа привязанности: надёжный (группа В); замкнутый (группа А); тревожный (группа C). Также есть подклассификации для каждой группы (см. ниже). Четвертый тип, называемый дезорганизующим (D), также может быть присвоен ребёнку в процедуре «Незнакомой ситуации», хотя в первую очередь выбор в отношении ребёнка делается из первый трех типов. Каждая из этих групп отражает привязанности различного рода между ребёнком и матерью. Ребёнок может иметь разный тип привязанности к каждому из родителей, а также к любому значимому взрослому. Стиль привязанности, таким образом, является не столько частью мышления ребёнка, сколько характерной чертой определенных взаимоотношений. Однако, примерно после пяти лет, дети, как правило, проявляют один устойчивый паттерн привязанности в отношениях.
То, каким образом ребёнок развивается после пяти лет, определяется специфическими методами родительского воспитания, используемыми на этапах развития одного ребёнка. Эти паттерны привязанности напрямую связаны с поведенческими моделями и могут помочь предсказать будущую личность ребёнка в дальнейшем.

## Паттерны привязанности
«Сила привязанности ребёнка в данных обстоятельствах не указывает на „прочность“ самой связи в целом. Неуверенные в себе дети будут рутинно отображать яркое поведение привязанности, в то время как большинство детей, чувствующих себя в безопасности, не будут считать необходимостью заниматься интенсивными или частыми изображениями этого поведения».

### Надёжный тип привязанности
В классических трудах Эйнсворт и соавт. (1978) в кодировке протокола «Незнакомой ситуации», младенцы с безопасным (надёжным) типом привязанности обозначаются как дети «группы B»; далее они подразделяются на подгруппы В1, В2, В3 и В4. Хотя эти подгруппы относятся к разным стилям реакций на приход и уход значимого взрослого, Эйнсворт и ее коллегами не были дано никаких названий, хотя описания поведения у этих типов позволило другим исследователем (в том числе и студенты Эйнсворт) разработать относительно «свободную» терминологию для этих подгрупп. В1 называют «надёжно-устойчивый»', В2 — «надёжно-замкнутый» , В3 — «надёжно-сбалансированный» и В4 — «надёжно-реагирующий». В научных публикациях, однако, классификация младенцев (если используются подгруппы) обозначается обычно просто «В1» или «В2», но при этом более теоретически-ориентированные издания могут использовать вышеуказанную терминологию.
Дети с надёжным типом привязанности сильнее тянутся к исследованию окружающей среды в том случае, когда они обладают знаниями о безопасности (что их значимый взрослый обязательно вернется в случае необходимости). Помощь взрослого укрепляет чувство безопасности, а также, когда ребёнок осознает пользу такого взаимодействия, он учится справляться с подобными ситуациями в будущем. Таким образом, надёжный тип можно рассматривать как наиболее адаптивный стиль привязанности. По данным некоторых психологических исследователей, у ребёнка образуется надёжный тип привязанности в том случае, когда родитель доступен и в состоянии удовлетворить потребности ребёнка ответственным и подходящим образом. В младенчестве и раннем детстве, если родители заботливы и внимательны по отношению к своим детям, эти дети будут более склонны к надёжному стилю привязанности.

### Тревожно-устойчивая привязанность
Тревожно-устойчивый тип также называют амбивалентной привязанностью. Ребёнок с таким типом привязанности будет стандартно исследовать немного (в процедуре «Незнакомой ситуации»), часто настороженно относиться к чужим, даже если родитель присутствует. Когда мать уходит, ребёнок часто сильно огорчен. При этом, когда она вернется, ребёнок будет амбивалентен. Стратегия тревожно-устойчивого/амбивалентного стиля — это ответ на непредсказуемый стиль ухода; и проявления гнева или беспомощности по отношению к значимому взрослому как реакция на воссоединение могут рассматриваться как условная стратегия поддержания готовности значимого взрослого путем заранее взятого под контроль взаимодействия.
Подтип С1 присваивается, когда:
«… упрямое поведение особенно бросается в глаза. Смесь поиска, и одновременно сопротивления контакту; при этом взаимодействие носит злобный характер, а также действительно сердитый тон может характеризовать такое поведение перед процессом отделения …»
Подтип С2 присваивается, когда:
«Пожалуй, наиболее заметная характеристика подтипа С2 у младенцев — это их пассивность. Их исследовательское поведение ограничено полем зрения и в их взаимодействии сравнительно мало активного возбуждения. Тем не менее, во время воссоединения они явно хотят близости и контакта со своими матерями, хоть они и склонны использовать сигналы вместо проявления двигательной активности; а также явно протестуют против лежачего положения, однако без сильной противоборствующей тенденции … В общем — ребёнок подтипа С2 явно не такой злой по сравнению с ребёнком С1».
Исследование, проведенное Маккарти и Тейлор (1999), показало, что дети с грубым и негативным опытом детства более склонны к образованию амбивалентного типа. Исследование также показало, что дети с амбивалентной привязанностью имели тенденцию испытывать трудности в поддержании интимных отношений уже в зрелом возрасте.

### Тревожно-избегающая привязанность
Ребёнок с тревожно-избегающим типом привязанности, соответственно, будет избегать или игнорировать значимого взрослого, а также будет показывать мало эмоций, когда значимый взрослый уходит или возвращается. Ребёнок будет мало интересоваться окружающей средой независимо от того, кто находится в комнате. Младенцев, которых относили к тревожно-избегающему типу (А) представляли собой головоломку в начале 1970-х годов. Они не реагируют горем на отделение, и либо игнорируют значимого взрослого по возвращении (подтип А1), либо демонстрируют некоторые тенденции подходить ближе одновременно с другими тенденциями игнорировать или отворачиваться от значимого взрослого (подтип А2). Эйнсворт и Белл предположили, что, видимо, невозмутимое поведение младенцев с избегающим типом на самом деле является маскировкой горя. Данная гипотеза, впоследствии была подтверждена исследованиями пульса младенцев с этим типом привязанности.
Младенцы имеют тревожно-избегающий тип в том случае, если:
«… имеет место демонстративное избегание матери в моментах воссоединения, которые, вероятно, состоят игнорирования её полностью, хотя могут быть некоторые взгляды и повороты головы в сторону и движения от … Если есть приветствие, когда мать заходит, то это скорее выражается в виде простого взгляда или улыбки … Ребёнок или вовсе не подходит к матери после воссоединения, или он имеет тенденцию подходить только после долгих уговоров … Если ребёнка подобрали, то он практически никак не поддерживает контакт; как правило, он не обнимается, отводит глаза и даже может извиваться, чтобы слезть».
Записи Эйнсворт показали, что младенцы избегали значимого взрослого в стрессовых моментах процедуры «Незнакомой ситуации», когда у них был опыт переживания отказа в привязанности. Это происходит в том случае, когда потребности ребёнка не учитываются, и он приходит к убеждению, что удовлетворение его нужд не имеет никакого значения для значимого взрослого. Студентка Эйнсворт Мари Мэйн предположила, что избегающее поведение при процедуре «Незнакомой ситуации» следует считать «условной стратегией, которая парадоксально допускает любую возможную близость в условиях материнского неприятия» путем урезания своих потребностей в привязанности. Мэйн предложила, что избегание имеет две функции для младенцев, чей значимый взрослый постоянно игнорирует их потребности. Во-первых, избегающее поведение позволяет младенцу сохранять условную близость со значимым взрослым: достаточно близко, чтобы быть в безопасности, но при этом достаточно далеко, чтобы избежать отвержения. Во-вторых, когнитивные процессы организации избегающего поведения могут помочь отвлечь внимание от нереализованной потребности близости со значимым взрослым — путем избегания ситуации, в которой ребёнка переполняют эмоции, и он оказывается не в состоянии сохранить контроль над собой, и достичь даже условной близости.

### Дезорганизующая/дезориентированная привязанность
Сама Эйнсворт была первой, кто обнаружил трудности в сведении всего младенческого поведения к трем типам, полученным в результате исследований в Балтиморе. Эйнсворт и коллеги в некоторых случаях наблюдали «напряженные движения, например, скрючивание плеч, привычка класть руки за шею, напряженно склонять голову, и так далее. У нас было четкое впечатление, что такая напряженность в движениях означала стресс, поскольку такие движения, как правило, появлялись, главным образом, в моментах разделения, и потому что они предваряли плач. Наша гипотеза заключается в том, что такие движения имеют место, когда ребёнок пытается сдержать плач, потому что они, как правило, исчезают, если этот плач все-таки прорывается наружу». Такие наблюдения также появились в некоторых докторских диссертациях студентов Эйнсворт. Криттенден, например, отметила, что один случай в её докторской был классифицирован как надёжный тип привязанности (В) в ее первоначальной интерпретации, потому что поведение девочки «не было определено ни как избегание, ни как амбивалентность, при этом она явно демонстрировала типичные стрессовые качания головой во время проведения эксперимента. Это повторяющееся поведение, однако, было единственным ключом к выявлению её напряжения».
Опираясь на отчеты с моделями противоречивого поведения, противоречащего классификации A, B и C, коллега Эйнсворт Мэри Мэйн добавила четвертый тип. В процедуре «Незнакомой ситуации» ожидается, что система привязанности будет активирована уходом и возвращением значимого взрослого. Если поведение младенца не кажется для экспериментатора естественно связано с этапами достижения хоть какой-то близости со значимым взрослым, то такой тип привязанности считается дезорганизующим, и указывает на разрушение (например, страхом) самой системы привязанности. Поведение младенцев в процедуре «Незнакомой ситуации» кодируется как дезорганизующее/дезориентированное, если включает в себя явные проявления страха; противоречивое поведение или если есть признаки происходящих одновременно или последовательно разнообразных движений следующих видов: стереотипные, асимметричные, резкие или «застывающие», а также кажущаяся разобщенность. Лион-Рут призвал, однако, что он должен быть более широко трактован, «что 52 % детей с дезорганизующим типом продолжают подходить
к значимому взрослому, стремятся к комфорту и к прекращению своих страданий без четких избегающих или же амбивалентных паттернов».
В настоящее время стремительно растет интерес к дезорганизующему типу привязанности у врачей и политиков, а также учёных. Хотя сам этот тип в классификации критикуется некоторыми за то, что является чересчур обобщающим, в том числе и самой Эйнсворт. В 1990 году Эйнсворт был дан зелёный свет типу «D», труд с этой классификацией был сдан в печать, хотя она утверждала, что любые добавления приветствуются «в том смысле, что подгруппы могут быть выделены и по-другому», при этом она переживала, что слишком многие различные формы поведения будут трактоваться как одно и то же. И действительно, D-классификация объединяет детей, которые используют стратегии нарушенной безопасности (В), с теми, кто кажется безнадёжным и демонстрируют мало поведения привязанности; он также объединяет детей, которые бегут, чтобы спрятаться, когда они видят значимого взрослого, в ту же классификацию, что и тех, которые проявляют избегающую стратегию (А) во время первого воссоединения, а также амбивалентную (С) стратегию во время второго воссоединения. Возможно, отвечая на подобные опасения, Джордж и Соломон и поделили между показателями дезорганизующей/дезориентированной привязанности (D) в процедуре «Незнакомой ситуации», определяя некоторые формы поведения как «стратегии отчаяния» и другие как свидетельство того, что система привязанности была разрушена (например, страхом или гневом). Кроме того, Криттенден утверждает, что определенное поведение, классифицируемое как дезорганизующее/дезориентированное, может рассматриваться как более «экстренные» версии избегающей и/или амбивалентной/устойчивой стратегий и имеют функцию поддержания способности к защите значимого взрослого в некоторой степени. Сруф и соавт. договорились, что «даже поведение при дезорганизующем типе привязанности (синхронное приближение-избегание; застывание и др.) активирует определенную степень близости перед лицом пугающего или абсолютно непонятного родителя». Однако, «убеждение, что многие показатели „дезорганизации“ являются аспектами устойчивых паттернов поведения не исключает принятие самой концепции дезорганизации, особенно в тех случаях, когда сложность и опасность угрозы выходят за рамки потенциала реагирования ребёнка». Например, «дети, помещенные на попечение, особенно больше одного раза, часто страдают навязчивостями. На видеозаписях процедур „Незнакомой ситуации“, видно, что такое, как правило, происходит, когда отверженный/безнадзорный ребёнок приближается к незнакомцу с навязчивым стремлением к комфорту, затем теряет мышечный контроль и падает на пол, охваченный страхом неизвестности и страхом потенциально опасного и чужого человека».
Мэйн и Гессе обнаружили, что большинство матерей этих детей перенесли крупные потери или другие травмы незадолго до или после рождения младенца и отреагировали тяжелой депрессией. Кроме того, 56 % матерей, которые потеряли родителей вследствие смерти до окончания ими средней школы, впоследствии имели детей с дезорганизующим типом привязанности. Последующие исследования глубже проанализировали эти выводы, при этом подчеркивая потенциальную важность непроработанных потерь. Например, Соломон и Джордж обнаружили, что непроработанные потери у матери, как правило, связаны с дезорганизующей привязанности в их собственном детстве, особенно если они сталкивались с неразрешенной травмой до потери.

### Поздние паттерны и динамическая модель созревания
Разработанные методы позволяют вербализировать состояния ребёнка из его отношения к привязанности. Например, «история древа», в которой ребёнку дается начало истории, которая вызывает вопросы привязанности, и просят завершить его. Для детей старшего возраста, подростков и взрослых, используются полуструктурированные интервью, при этом то, в каком порядке выдается содержание, может быть более значимым, чем сам контент. Однако, к сожалению, нет достоверного метода измерения привязанности в дошкольном или в раннем подростковом возрасте (примерно от 7 до 13 лет).
Некоторые исследования старших детей определили дальнейшие классификации привязанности. Мэйн и Кэссиди заметили, что дезорганизующее поведение в младенчестве может проявиться в ребёнке через заботливо-контролирующее или карательное поведение в целях управления беспомощным или угрожающе-непредсказуемым значимым взрослым. В этих случаях поведение ребёнка организовано, но само поведение рассматривается исследователями как «дезорганизующая» форма (D), так как иерархия в семье уже не подчиняется родительскому авторитету.
Патриция Маккинси Криттенден разработала классификацию новых форм избегающего и амбивалентного поведения привязанности. К ним относятся уход и карающее поведение, также выделенные Мэйн и Кэссиди (А3 и С3 соответственно), а также другие паттерны, такие как компульсивное согласие с пожеланиями угрожающего родителя (формат А4).
Идеи Криттенден, разработанных из предложения Боулби о том, что «при определенных неблагоприятных обстоятельствах, тянущихся из детства, избирательное исключение информации может быть адаптивным. Однако, когда в подростковом и зрелом возрасте ситуация меняется, постоянная изоляция определенных форм информации могут стать неадекватной».
Криттенден предложила, что основными компонентами опыта опасности человека являются два вида информации:
1. «Аффективная информация» — эмоции, спровоцированные зарядом опасности, такие как гнев или страх. В детстве эта информация будет включать в себя эмоции, спровоцированные необъяснимым отсутствием фигуры привязанности. Где бы ребёнок ни сталкивался с бесчувственным или отвергающим родителем, единственная возможная стратегия сохранения доступности фигуры их привязанности — это попытаться исключить из сознания или поведения любую эмоциональную информацию, которая способна повлечь за собой отвержение.
2. Причинные или другие последовательно упорядоченные знания о потенциале безопасности или опасности. В детстве это включает знания о поведении, которые указывают на способность фигуры привязанности стать надёжным убежищем. Если знания о формах поведения, которые указывают на способность фигуры привязанности быть надёжным убежищем подвергается сегрегации, то ребёнок может попытаться удержать внимание значимого взрослого с помощью цепкого или агрессивного поведения, или чередуя оба способа. Такое поведение может увеличить доступность фигуры привязанности, который иначе выглядит непоследовательной или вводящей в заблуждение ребёнка, обуславливая для него ненадёжность защиты и безопасности.
Криттенден предполагает, что оба вида информации можно отделить от сознания или поведенческого выражения как «стратегию» поддержания доступности привязанности (см. выше раздел о дезорганизующей/дезориентированной привязанности для различия «типов»): «Стратегии типа А, согласно гипотезе, должны были основываться на уменьшении ощущения угрозы, чтобы также уменьшить ответную реакцию. Стратегии типа С предположительно должны основываться на усилении восприятии угрозы с целью усиления той же ответной реакции». Тип стратегии А отсекает эмоциональную информацию о чувстве угрозы, а тип С — временно-упорядоченные знания о том, как и почему доступна фигура привязанности. Напротив, стратегии типа В эффективно используют оба вида информации без особых искажений. Например: малыш может впасть в зависимость от истерических стратегий типа C с целью поддержания наличия фигуры привязанности, чье непостоянное присутствие привело ребёнка к недоверию или искажению причинно-следственной связи их собственного поведения. Это может привести значимого взрослого к более четкому представление об их потребностях и к адекватному реагированию на их поведение привязанности. Получая опыт более надёжной и предсказуемой информации о наличии значимого взрослого, ребёнку больше не нужно будет использовать насильственные методы с целью поддержания доступности их значимого взрослого, и они смогут развивать надёжный тип привязанности к нему; так как дети будут верить, что их потребности обязательно будут услышаны.

### Паттерны поведения и их значение
Исследование, основанное на данных лонгитюдного исследования Национального института здоровья ребёнка и развития человека изучение раннего детства и Миннесотского исследования риска и адаптации от рождения до совершеннолетия, и кросс-секционных исследований, показывает связь между ранними типами привязанности и отношениями со сверстниками, как в количественном, так и качественном масштабе. Лион-Рут, например, выяснил, что «на каждую дополнительную проблему поведения, демонстрируемого матерями в отношении сигналов привязанности своего ребёнка в процедуре „Незнакомой ситуации“, вероятность обращения к специалистам клинического направления увеличивалась на 50 %». Помимо этого, есть обширные исследования, которые демонстрируют значимую корреляцию между структурой привязанности и деятельности детей в разных областях. Ранняя ненадёжная привязанность еще необязательно гарантирует трудности, но если подобное родительское поведение будет продолжаться на протяжении всего детства, то это повлечет за собой последствия. По сравнению с детьми с надёжным типом привязанности, негибкость незащищенных детей во многих сферах жизни может поставить их будущие отношения под угрозу. Хотя исследователями эта связь установлена еще не полностью, есть и другие факторы, помимо привязанности; например, дети с надёжным типом имеют больше шансов стать социально компетентными, чем их неуверенные в себе сверстники. Отношения, которые сформировались с другими детьми, влияют на приобретение социальных навыков, интеллектуальное развитие и формирование социальной идентичности. Классификация статуса среди сверстников (популярный, незамеченный или отверженный) была создана для планирования последующей коррекции. Незащищенные дети, а именно с избегающим типом, особенно подвержены риску в семье. Их социальные и поведенческие проблемы улучшаются или ухудшаются в зависимости от воспитания. Ранняя надёжная привязанность имеет длительный защитный эффект. Как и в случае с привязанностью к родительской фигуре, последующий опыт может изменить ход развития.
Исследования показали, что младенцы с высоким уровнем риска расстройств аутистического спектра могут выражать надёжную привязанность не так, как младенцы с низким риском этого расстройства. Поведенческие проблемы и социальная компетентность у детей с ненадёжным типом, усиливаются или ослабевают в зависимости от качества воспитания и степени риска в семейной среде.
Некоторые авторы ставят под сомнение идею, что таксономия категорий имеет принципиальное значение для развития отношений привязанности. Экспертиза данных от 1 139 детей 15-месячного возраста показал, что вариации паттернов привязанности был непрерывны, а не сгруппированы. Эта критика поднимает важные вопросы для типологии привязанности и механизмов, стоящих за конкретными типами. Однако, она имеет относительно небольшое значение для самой теории привязанности, которая «не только не требует, но и не предсказывает различные паттерны привязанности».
Есть некоторые доказательства того, что гендерные различия в паттернах привязанности адаптивного значения начинают проявляться в дошкольном возрасте. Ненадёжная привязанность и ранний психосоциальный стресс указывают на наличие средовых рисков (например, нищета, психические заболевания, нестабильность, статус меньшинства, насилие). Средовой риск может привести к ненадёжной привязанности, а также способствующих стратегии раннего воспроизводства. Разные репродуктивные стратегии имеет разное адаптивное значение для мужчин и женщин: мужчины, как правило, имеют тенденцию принимать избегающую стратегию, тогда как ненадёжные женщины, как правило, принимают тревожную/амбивалентную стратегии, если они находятся в очень высокой опасности средового риска. Адренарх предполагает, что эндокринные механизмы, лежат в основе реорганизации ненадёжной привязанности в дошкольном возрасте.

## Изменения привязанности в детском и подростковом возрасте
Детство и юность позволяют внутренней рабочей модели стать полезной для формирования привязанности. Эта внутренняя рабочая модель относится к индивидуальному личностному состоянию, которая, на основе детских и юношеских впечатлений, развивается в отношении привязанности в целом и исследует, какую роль эта привязанность играет в динамике взаимоотношений. Суть внутренней рабочей модели состоит в том, что те дети, которые её развивают, имеют больше стабильных привязанностей, чем те, кто полагаются только на свое состояние.
Возраст, уровень когнитивного развития и постоянно получаемый социальный опыт развивают и усложняют внутреннюю рабочую модель. Поведение, привязанности утрачивает некоторые свойства, характерные для дошкольного периода, и начинает трансформироваться согласно возрастным тенденциям. Дошкольный период предполагает использование переговоров и торга. Например, четырехлетних детей не огорчает разлука, если близкие люди уже согласовали с ними общий план по разделению и воссоединению.
В идеале, эти социальные навыки встраиваются во внутреннюю рабочую модель, которая будет использоваться для взаимодействия с другими детьми, а позже и со взрослыми сверстниками. Когда дети переходят в школу (примерно в шесть лет), большинство из них разрабатывают особую форму сотрудничества с родителями, при которой каждый партнер готов пойти на компромисс для поддержания гармоничных отношений. По достижении школьного возраста, цель поведенческой системы привязанности меняется от близости фигуры привязанности к её наличию. В целом, ребёнок доволен большей самостоятельностью, при условии, что контакт — или возможность физического присутствия, если нужно — имеется. Поведение привязанности, такое, например, как цепляние и преследование, снижается, а самостоятельность ребёнка повышается. К школьному возрасту (с 7 до 11), может быть сдвиг в сторону взаимной регуляции взаимодействия, при котором значимый взрослый и ребёнок договариваются о методах поддержания коммуникации и степени контроля по мере того, как ребёнок переходит к большей степени независимости.

## Привязанность у взрослых
Теория привязанности была распространена на взрослые романтические отношения в конце 1980-х учёными Синди Хазан и Филиппом Шейвером. У взрослых были выявлены четыре стиля привязанности: надёжный, тревожно-озабоченный, пренебрежительно-избегающий и замкнуто-фобический. Эти стили примерно соответствуют классификации у детей: надёжный, тревожно-амбивалентный, избегающий и дезорганизованный/дезориентированный.
Взрослые с надёжным типом привязанности, как правило, имеют положительное мнение о себе, своих партнерах и их отношениях. Они чувствуют себя комфортно в близости и независимости, легко балансируя между ними. Тревожно-избегающие взрослые стремятся к высокому уровню близости, принятия и отзывчивости партнеров, становясь чрезмерно зависимыми. Они, как правило, недоверчивые, имеют менее положительные мнения о себе и своих партнерах, и могут проявлять высокий уровень эмоциональной экспрессивности, беспокойства и импульсивности в отношениях. Пренебрежительно-замкнутые взрослые, хотят высокого уровня независимости, что часто проявляется в избегании привязанностей вообще. Они считают себя самодостаточными, неуязвимыми для чувственной привязанности; и не нуждаются в близких отношениях. Они склонны подавлять свои чувства, борясь с отвержением отдаляющихся партнеров, о которых они часто имеют плохое мнение. Замкнуто-фобические взрослые имеют смешанные чувства о близких отношениях, одновременно желая и ощущая дискомфорт от эмоциональной близости. Они, как правило, не доверяют своим партнерам и считают, что сами по себе ничего не стоят. Как и пренебрежительно-замкнутые взрослые, замкнуто-фобические взрослые избегают близости, подавляя свои чувства.
Были изучены два основных аспекта взрослой привязанности. Социальными психологами, которые интересуются романтической привязанностью, были изучены организация и устойчивость модели мышления, которая лежит в основе стилей привязанности. Психологов, изучающих развитие, интересует индивидуальное мышление в отношении привязанности, и они обычно исследуют, какую роль играет привязанность в динамике отношений, и как она влияет на их результат. Организация моделей мышления является более стабильной, в то время мышления индивидуумов в отношении привязанности колеблется больше. Некоторые авторы предположили, что взрослые не имеют единого набора рабочих моделей. Однако, на самом деле, на определенном уровне у них есть набор правил и предположений об отношениях привязанности в целом. На другом уровне они содержат сведения о конкретных отношениях или значимых событиях. Информация на разных уровнях не должна быть последовательной. Люди, следовательно, могут использовать разные внутренние рабочие модели для различных отношений.
Есть много способов измерения взрослой привязанности, наиболее распространенным из которых является самостоятельное анкетирование и кодируемое интервью, основанное на «Интервью взрослой привязанности». Различные меры были разработаны прежде всего как исследовательские инструменты для разных целей и межличностных сфер, например, романтических отношений, родительских отношений или отношений со сверстниками. Некоторые классифицируют мышление взрослых в отношении привязанности и её паттернов по отсылке на детские переживания, а другие -оценивают взаимосвязь поведения и ощущения безопасности в отношении родителей и сверстников.

## История

### Материнская депривация
На Боулби повлияли ранние идеи психоаналитической школы объектных отношений, в частности идеи Мелани Кляйн. Однако, он был глубоко не согласен с распространенным психоаналитическим убеждением, что ответные реакции младенцев относятся к их фантазийной внутренней жизни, а не к реальным событиям. В то время как Боулби формулировал свою собственную концепцию, он находился под влиянием случаев нарушенного и делинквентного поведения детей, например, таких, о которых Уильям Гольдфарб писал в 1943 и 1945 годах.
Современник Боулби Рене Спитц наблюдал горе разлученных детей, предполагая, что эти «психотоксические» результаты были достигнуты из-за неадекватных переживаний в раннем уходе. Также сильное влияние оказала работа социального работника и психоаналитика Джеймса Робертсона, который снимал последствия разделения детей в больнице. Вместе с Боулби они сотрудничали при создании документального фильма 1952 года «Двухлетний ребёнок попадает в больницу», который сыграл важную роль в кампании по снятию ограничений на посещение родителей в больницах.
В его монографии 1951 года для Всемирной организации здравоохранения, Материнская забота и психическое здоровье, Боулби выдвинул гипотезу, что «младенец и маленький ребёнок должен испытывать теплые, близкие, и непрерывные отношения с матерью, в котором оба находят удовлетворение и удовольствие», и недостаток которого может иметь серьезные и необратимые последствия для психического здоровья. Данная работа была также опубликована в изданиях «Уход за ребёнком» и «Развитие любви» и стала общественным достоянием. Теория была очень влиятельной, однако одновременно весьма спорной. В то время не было достаточного количества эмпирических данных и исчерпывающей теории для того чтобы серьезно учитывать такие результаты. Тем не менее теория Боулби вызвала яркий интерес к природе ранних отношений и дала сильный импульс, (по словам Мэри Эйнсворт), «большой объем исследований» в чрезвычайно трудной, сложной области. Работы Боулби (и фильмы Робертсона) вызвали настоящую революцию в разных сферах больницы: в правилах посещения родителей, в обеспечении игровых потребностей детей, их образовательных и социальных нужд, а также в работе приютов. Со временем детские дома были заброшены в пользу приемных семьей в большинстве развитых стран.
После публикации «Материнской заботы и психического здоровья», Боулби искал новые объяснения в области эволюционной биологии, этологии, психологии развития, когнитивной науки и теории систем управления. Он сформулировал новаторское утверждение, что механизмы, лежащие в основе эмоциональной связи ребёнка с значимым взрослым появились в результате эволюционного давления. Он задался целью разработать теорию мотивационного и поведенческого контроля, основанную на научном подходе, а не на фрейдистской модели психической энергии. Боулби утверждал, что недостаток сведений и теории не помешал ему уловить причинно-следственную связь в его работе «Материнская забота и психическое здоровье».

#### Этология
Внимание Боулби было впервые обращено к этологии, когда он читал черновое издание Конрада Лоренца 1952 года (хотя Лоренц публиковал более ранние работы). Другими не менее важными и повлиявшими на него этологами были Николаас Тинберген и Роберт Хайнд. Впоследствии Боулби сотрудничал с Хайндом. В 1953 году Боулби утверждал, что «настало время для объединения психоаналитических концепций с этологическими и использования той богатой жилы для исследования, которую этот союз предполагает». Конрад Лоренц исследовал феномен «импринтинга», поведения, характерного для некоторых птиц и млекопитающих, который включает в себя быстрое изучение узнавания молодыми особями представителя своего или близкого вида. После узнавания идет тенденция следовать.
Некоторые виды обучения возможны только в ограниченном возрастном диапазоне, известном как критический период. Боулби не применял понятие импринтинга во всей его полноте по отношению к человеческой привязанности. Однако он считал, что поведение на основе привязанности лучше всего объяснить как инстинктивное, которое, в сочетании с опытом, приводит к социальным взаимодействиям. С течением времени стало очевидно, что у импринтинга и теории привязанности больше различий, и поэтому аналогия была отвергнута.
Этологи выразили обеспокоенность по поводу адекватности некоторых исследований, на которых была основана теория привязанности, в частности, распространение результатов исследования животных на человека. Щур, обсуждая использование Боулби этологических концепций (до 1960 года), отметил, что понятия, используемые в теории привязанности, не поспевают за изменениями в самой этологии. Этологи в 1960-х и 1970-х годах ставили под сомнение и расширили типы поведения, используемые в качестве признаков привязанности. Обзорные исследования детей раннего возраста в естественных условиях, позволяют наблюдать другое поведение, которое может указывать на привязанность; например, оставаясь в пределах досягаемости матери (и без усилий с ее стороны), ребёнок собирает мелкие предметы и приносит именно к матери. Несмотря на то что этологи, как правило, соглашались с Боулби, они требовали большее количество данных, возражая тому, что «субъект привязанности нельзя измерить». Роберт Хайнд считал «поведенческую систему привязанности» уместным термином, поскольку он относится к системе контроля, которые определяет взаимосвязь между различными видами поведения».

#### Психоанализ
Психоаналитические концепции повлияли на видение привязанности Боулби, в частности, наблюдения Анны Фрейд и Дороти Берлингэм за маленькими детьми, отделенными от значимых взрослых во время Второй Мировой Войны. Однако, Боулби отвергал психоаналитические трактовки ранней младенческой связи, в том числе «теории влечений», в которой мотивация для привязанности является производным от удовлетворения голода и либидо. По его мнению, у него не получилось увидеть привязанность саму по себе как психологическую взаимосвязь, а не как производное от инстинкта кормления или сексуальности. На основе идей первичной привязанности и неодарвинизма, Боулби определил фундаментальные недостатки в психоанализе: слишком большой акцент на внутренних опасностях, а не на внешней угрозе; взгляд на развитие личности исключительно по типу линейной регрессии. Боулби утверждал, что возможно несколько линий развития, и финальный исход зависит от взаимодействия организма и окружающей среды. В привязанности это будет означать, что, хотя развивающийся ребёнок и имеет тенденцию к формированию привязанности, характер этой привязанности зависит от среды в которой он находится.
С раннего развития теория привязанности подвергалась критике из-за отсутствия конгруэнтности с различными ветвями психоанализа. Решения Боулби оставили его открытым для критики со стороны авторитетных мыслителей, работающих над аналогичными проблемами.

#### Внутренняя рабочая модель
Философ Кеннет Крейк отмечает способность мышления предсказывать некоторые события. Он подчеркнул значение выживания и естественного отбора для этого умения. Эта внутренняя рабочая модель позволяет человеку опробовать альтернативы мысленно, используя знания о прошлом, одновременно реагируя на настоящее и будущее. Боулби применял идеи Крейка к привязанности, в то время как другие психологи применяют эти концепции к восприятию и познанию взрослого человека.
Внутренняя рабочая модель младенца развилась как реакция на его опыт поиска близости. Если значимый взрослый поощряет такое поведение и предоставляет доступ к себе, то тогда ребёнок развивает надёжный тип; если же он постоянно отвергает младенца, то развивается избегающий тип; и если воспитатель непоследователен в своих реакциях, то вырабатывается амбивалентный тип привязанности.

#### Развитие
В 1970-е года проблемы восприятия привязанности как характеристики личности, а не как типа поведения, привело некоторых авторов к выводу, что поведение привязанности было лучше всего понято с точки зрения их функционирования в жизни ребёнка. Считалось, что концепция «надёжной базы» — это центральное понятие теории привязанности, которое структурировано и организовано. Поэтому далее с помощью кросс-культурных исследований было эмпирически доказано, что привязанность выражается одинаково у всех людей. Исследования показали, что хоть и существуют культурные различия, три основные типа привязанности: надёжный, избегающий и амбивалентный, можно найти в любой культуре.
В результате исследований было выявлено, что выбор надёжного типа привязанности встречается у большинства детей в различных культурах. Это логически вытекает из того факта, что теория привязанности помогает детям адаптироваться к изменениям внешней среды, путем выбора оптимальной стратегии поведения. Тот путь, которым выражается привязанность, отображает культурные различия, которые необходимо оценить, прежде чем проводить исследования, например, дети народа гусии приветствуют друг друга рукопожатием, а не объятиями. Дети гусии, которые имеют надёжный тип привязанности, ищут и ждут этого контакта. Существуют также различия в распределении ненадёжных стилей привязанности на основе культурных различий в практике воспитания детей. Учёный Майкл Раттер в 1974 году изучал важность определения различий между последствиями депривации привязанности и интеллектуальной отсталости у детей и недостаточным уровнем развития эмоционального роста детей. Раттер сделал вывод, что необходимо выявить и дифференцировать четкую границу между материнскими свойствами, и прогресс в данной области продолжится.
Самая большая проблема для универсальности теории привязанности пришла из исследований, проведенных в Японии, где концепция амаэ играет важную роль при описании семейных отношений. Аргументы вращались вокруг целесообразности использования протокола «Незнакомой ситуации», где амаэ практикуется. В конечном итоге исследования подтвердили универсальность теории привязанности. Последнее исследование 2007 года, проведенное в Саппоро в Японии, дало в результате распределение привязанности, которое соответствовало международным нормам, используя шестилетнюю балльную систему Мэйна и Кэссиди для определения типа привязанности.
Критики в 1990-е годы, такие как Дж. Харрис, Стивен Пинкер и Джером Каган были приверженцами детского детерминизма (природа против воспитания) и подчеркивали влияние позднего опыта на личность. На основе работы Стеллы Чесс по темпераменту, Каган отверг почти все предположения, на основе которых была основана этиологическая теория привязанности. Каган утверждал, что наследственность важнее, чем преходящие последствия ранней среды. Например, ребёнок с непростым характером уже по своей сути не вызывает чувствительных поведенческих ответов от значимого взрослого. Дискуссия породила большое число значительных исследований и анализ данных, а также лонгитюдных. Последующие исследования не подтверждают аргумент Кагана, возможно, предполагая, что это именно поведение значимого взрослого формирует стиль привязанности ребёнка, хотя выражение стиля зависит от темперамента этого ребёнка. Харрис и Пинкер высказали предположение, что влияние родителей было сильно преувеличено, и утверждали, что социализация играет основную роль в среде сверстников. Х. Рудольф Шаффер сделал вывод, что родители и сверстники выполняют разные функции и имеют свои особенные роли в развитии ребёнка.
Психоаналитики/психологи Питер Фонаги и Мэри Таргет пытались привести теорию привязанности и психоанализ к более тесному сотрудничеству посредством такого метода когнитивной науки как ментализация. Ментализация, или теория сознания, это способность человека угадывать с определенной точностью, какие мысли, эмоции и намерения лежат в основе поведения, такого, например, как выражения лица. Они также предполагали, что связь между теорией разума и внутренней рабочей моделью могут открыть новые области исследования, ведущие к изменениям в теории привязанности. С конца 1980-х наблюдается сближение теории привязанности и психоанализа, которое началось с помощью общих принципов, разработанных вложений исследователей теории привязанности; а также по причине смены центрального объекта психоанализа. В свою очередь, модели объектных отношений, которые подчеркивают необходимость автономии во взаимоотношениях, стали доминирующими по причине растущего признания психоанализом важности развития ребёнка в контексте отношений и внутренних репрезентаций. Психоанализ также признал влияние на ребёнка ранней окружающей среды и детской травмы. Психоаналитический и клинический подходы к исследованию системы привязанности объединились и признали необходимость оценки результатов вмешательства.
Одним из направлений исследований привязанности были трудности детей, чья история привязанности была бедной, в том числе с опытом нахождения в условиях жесткого воспитания без родителей. Обеспокоенность последствиями воспитания была особенно высока в период конца 20-го века. В результате такого воспитания, фокус обучения специалистов по уходу за детьми сместился и стал включать необходимость восстановления отношений исключительно при помощи медицинского персонала. Условия естественного эксперимента позволяют обширные исследования вопросов привязанности, такие как наблюдения за тысячами румынских сирот, усыновленных в западные семьи после падения режима Николае Чаушеску. Команда английских и румынских исследователей усыновленных под руководством Майкла Раттера наблюдала за некоторыми детьми вплоть до подросткового возраста, пытаясь разгадать влияние ненадёжной привязанности, усыновления, установления новых отношений, физиологических и медицинских проблем, связанных с условиями ранней окружающей среды. Исследования этих детей, чьи начальные условия были ужасными, тем не менее, дали повод для оптимизма, который, кстати, был характерен для многих таких детей. Исследователи отметили, что отделение от знакомых людей является лишь одним из многих факторов, которые могут определять качество развития. И хотя уровень риска образования ненадёжных типов привязанности у этих детей был выше по сравнению с детьми, выросшими в нормальной среде, 70 % из позднее усыновленных детей не имели выраженных или тяжелых расстройств поведения привязанности.
Авторы, изучающие привязанность в незападных культурах отмечали связь теории привязанности с Западной семьей и паттернами воспитания детей с характерным временем Боулби. С изменением детского опыта воспитания меняется и сама структура привязанности. Например, изменения в отношении к женской сексуальности значительно увеличило число детей, живущих со своими незамужними матерями или находящихся на попечении вне дома, пока их мамы на работе. Эти социальные изменения сделали усыновление для бездетных пар более трудным в их собственных странах. Наблюдается увеличение числа удочерения взрослых детей и усыновления из третьего мира. Усыновление и рождение в однополых парах также участилось и приобрело правовую защиту, особенно по сравнению с их статусом во времена Боулби. Был поднят вопрос о том, что диадическая модель характеристик теории привязанности не может справиться со сложностью реального социального опыта, так как младенцы часто имеют несколько разных типов отношений в семье и в детских учреждениях. Есть предположение, что эти отношения влияют реципрокно друг на друга, по крайней мере в семье.
Принципы теории привязанности были использованы для объяснения социального поведения взрослых, включая продолжение рода, социальное доминирование, внутригрупповую идентификацию, коалиций и справедливости. Эти объяснения были использованы для разработки родительских тренингов по воспитанию, и стали особенно успешны в разработке программ против жестокого обращения с детьми.
В то время как многие исследования подтвердили основные положения теории привязанности, они были неубедительными для выявления связи между самой привязанностью и поздней депрессией.

## Биологическая основа привязанности
Помимо лонгитюдных исследований, также проводились психофизиологические исследования по биологической основе привязанности. Эти исследования начали включать нейрофизиологическое развитие, генетику поведения и понятие темперамента. Вообще, темперамент и привязанность представляют собой отдельные аспекты развития, но они оба определяют финальный диапазон межличностного и внутриличностного развития. Некоторые типы темперамента могут делать некоторых людей более подверженными стрессу от непредсказуемых и враждебных отношений со значимыми взрослыми в ранние годы жизни. Выяснилось, что при отсутствии доступных и отзывчивых взрослых, некоторые дети особенно уязвимы для развития нарушений привязанности.
В психофизиологических исследованиях привязанности, были изучены два основных направления вегетативных реакций, таких как сердцебиение или дыхание, и активность гипоталамо-гипофизарно-надпочечниковой оси. Физиологические реакции младенцев были измерены во время протокола «Незнакомой ситуации»; наблюдая за индивидуальными различиями в темпераменте младенцев, учёные выявили, какой тип привязанности может выступать в качестве модератора. Есть некоторые доказательства того, что качество воспитания определяет развитие неврологических систем, которые отвечают за регулировку уровня стресса.
Другой вопрос заключался в том, какова роль наследственных генетических факторов в формировании привязанности: например, один тип полиморфизма гена, кодирующего D2 дофаминовые рецепторы, был связан с тревожным типом привязанности, в то время как в гене 5-НТ2А рецепторов серотонина он связан с избегающим типом. Это говорит о том, что влияние материнской заботы на качество надёжности привязанности неодинаково для всех детей. Теоретической основой для этого является то, что для детей различие по своей восприимчивости к воспитанию имеет эволюционно-положительный смысл.

## Практическое применение
Так как теория привязанности является теорией социо-эмоционального развития, то она имеет значение и для практического применения в области социальной сферы, решений о заботе и благополучии детей и их психического здоровья.

### Политика по уходу за ребёнком
Социальная политика в отношении ухода за детьми была движущей силой развития теории привязанности Боулби. Сложность заключается в применении концепции привязанности к практике. В 2008 году С. Н Zeanah с коллегами заявил, что «поддержка ранних детско-родительских отношений становится все более важной целью психиатров, органов социальной опеки … Теория привязанности и её исследования позволили получить важные результаты, касающиеся раннего развития ребёнка и стимулировали создание программ для поддержки ранних детско-родительских отношений».
Исторически, теория привязанности имела значительные последствия для детей, находящихся на лечении, и для тех, кто страдал от плохого ухода. Сохраняются разногласия по поводу того, насколько отсутствие материнской заботы, особенно в группе, имеет пагубное влияние на социальное развитие. Из исследований ясно, что плохой уход несёт в себе риски, но те, кто имел возможность попасть затем в заботливые руки специалистов, в дальнейшем справляется хорошо.
Теория привязанности влияет на споры по поводу жительства и контакта, а также на решения приемных родителей об усыновлении. В прошлом, особенно в Северной Америке, основным рабочим «бэкграундом» был психоанализ. Все более популярная теория привязанности сменила его, тем самым фокусируясь на качестве и продолжительности отношений со значимым взрослым, а не на приоритете какого-то одного понятия, например, на биологической матери. Раттер отметил, что в Великобритании, начиная с 1980 года, семейные суды стали признавать влияние отношений привязанности. Дети, как правило, имеют отношения привязанности с обоими родителями и часто бабушками и дедушками, или даже с другими родственниками. Судьям нужно учитывать это наряду с фактором сводных родственников. Теория привязанности имеет решающее значение, так как подчёркивает важность социальных отношений именно в динамике.
Теория привязанности может также помогать при решениях в социальной работе, особенно в гуманистической (Петру Стефару), и в судебные процессы по вопросам приемных семей. Учет привязанности ребёнка может помочь определить уровень риска, связанного со сменой места жительства. В вопросах усыновления переход от «закрытого» до «открытого», а также и важность поиска биологических родителей — всё это также позволяет ожидать дальнейшего использования теории привязанности. Многие исследователи в этой области были под сильным влиянием этой теории.

### Клиническая практика у детей
Хотя теория привязанности стала основной научной теорией социально-эмоционального развития с самым широким диапазоном исследований в современной психологии, она до недавнего времени мало использовалась в клинической практике.
Это происходит, возможно, из-за недостатка внимания, которое уделял применению в клинике сам Боулби и отчасти из-за более широкого значения слова «привязанность», которое используется среди клиницистов. Это также может быть частично обусловлено неправильной ассоциацией теории привязанности с псевдонаучным вмешательством, известным как «терапия привязанности».

#### Профилактика и лечение
В 1988 году Боулби опубликовал серию лекций, которые объясняли, как теория привязанности и её исследования могут быть использованы в понимании и лечении детских и семейных расстройств. Свое внимание он сфокусировал на изменениях во внутренних рабочих моделях родителей, их воспитания и поведения, а также на взаимодействии с терапевтом. Продолжительное исследование привело к индивидуальной терапии и подготовке программ по профилактике. Они варьируются от индивидуальной терапии до общественных программ здравоохранения, предназначенных для приемных родителей. Для младенцев и детей младшего возраста акцентируется внимание на повышении оперативности и чувствительности значимого взрослого, или, если это невозможно, то тогда ребёнка начинает воспитывать другой человек. Оценка всегда учитывает тип привязанности и качество ухода значимого взрослого, так как привязанность — это двусторонний процесс, включающий поведение на основе привязанности и ответную реакцию значимого взрослого. Некоторые программы направлены на приемных родителей, потому что поведение привязанности младенцев или детей с трудностями в этой сфере часто не дают ответов, соответствующих реальности. Современные программы по профилактике и интервенции оказались успешными.

#### Реактивное расстройство привязанности и её нарушение
Один нетипичный паттерн привязанности, который принято считать фактическим расстройством, это реактивное расстройство привязанности. Оно является признанным психиатрическим диагнозом (МКБ-10 F94.1/2 и DSM-IV-ТР 313.89). Вопреки распространенному убеждению, это не то же самое, что и «дезорганизующая привязанность». Существенной особенностью реактивного расстройства привязанности является заметное нарушение и одновременно развитие неуместных социальных связей, которое начинается в возрасте до пяти лет, вследствие грубого патологического воспитания. Есть два подтипа, один — это вариант расторможенной привязанности, другой — заторможенной. Реактивное расстройство привязанности — это не описание ненадёжных стилей привязанности, однако они могут быть частью него; наоборот, она обозначает отсутствие соответствующего возрасту поведения привязанности, которое может проявиться в виде клинического расстройства. И хотя термин «реактивное расстройство привязанности» теперь широко применяется на разные поведенческие трудности, которые подпадают под критерии DSM или МКБ, особенно в Интернете, и в связи с псевдонаучной терапией привязанности «настоящее» реактивное расстройство привязанности считается редким.
«Расстройство привязанности» — это неоднозначный термин, который может использоваться для обозначения реактивного расстройства привязанности или для более проблематичных стилей (хотя ни один из них не обозначает клинические расстройства). Этот термин может также использоваться, чтобы обратиться к новой предлагаемой системе классификации, выдвинутой теоретиками в области привязанности, и применяться в терапии привязанности в форме неподтвержденного диагноза. Одно из предложенных нарушений, «искажение надёжной базы» связывают с травматизацией, полученной в результате взаимодействия со значимым взрослым.

### Клиническая практика у взрослых и семей
Так как теория привязанности предлагает широкий взгляд на функционирование человека, она может обогатить знания терапевта о пациентах и терапевтических отношениях, а не просто диктовать единственно правильное лечение. Некоторые формы психоаналитической терапии используют ее в своих подходах В первую декаду 21 века, ключевые понятия теории привязанности были интегрированы в существующие модели семейной и супружеской терапии, поведенческой и многомерной семейной терапии. Были разработаны особые формы терапии именно на основе теории привязанности, а именно: семейная терапия на основе привязанности и эмоционально-ориентированная терапия.
Исследования по теории привязанности заложили основу для развития понимания «ментализации» и отражающих характер её функционирования, последствий отсутствия или искажения в психопатологии. Динамика привязанности индивидуума и его способности к ментализации может сыграть решающую роль в эффективном лечении.